# John Bell (politiker)

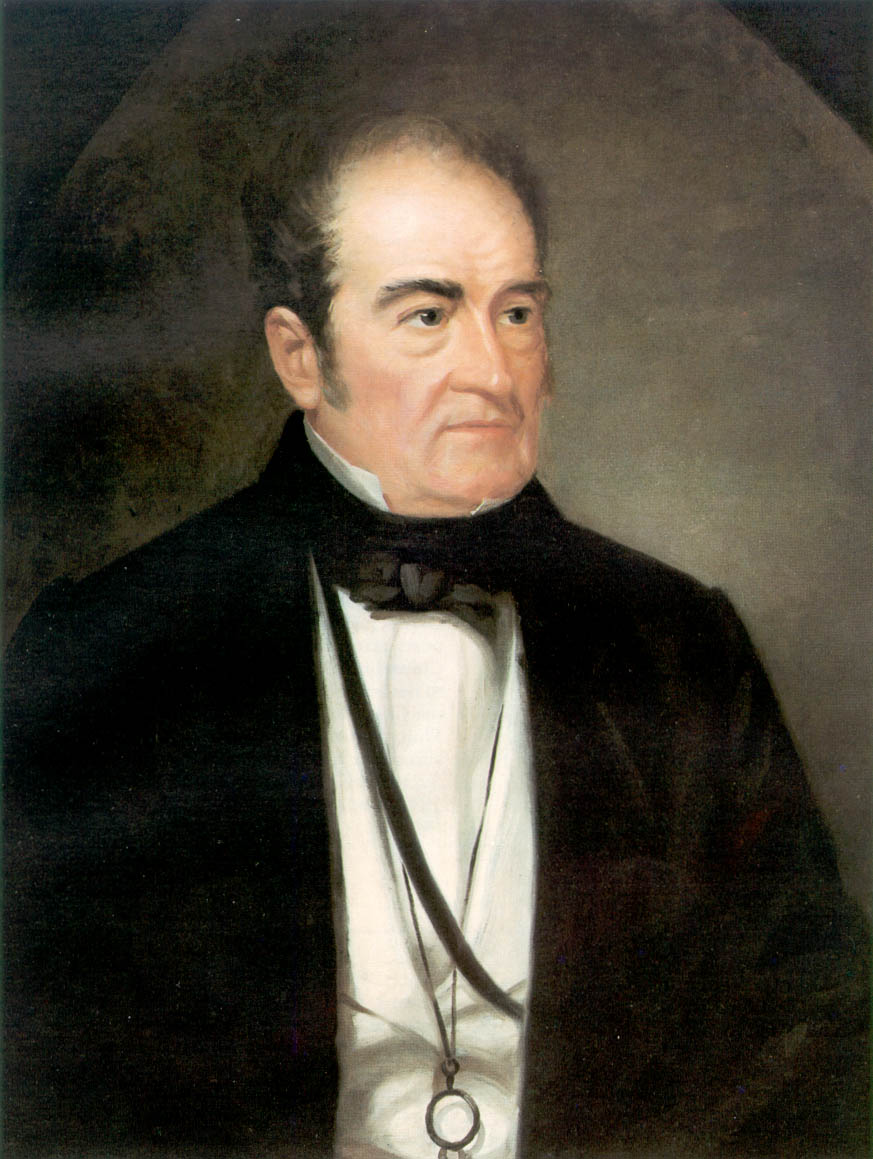
John Bell

John Bell, född 15 februari 1796 nära Nashville, Tennessee, död 10 september 1869 nära Dover, Tennessee, var en amerikansk politiker. Han var den 16:e talmannen i USA:s representanthus 1834-1835. I presidentvalet i USA 1860 vann han tre delstaters (Kentucky, Tennessee och Virginia) elektorsröster. Bell kallades The Great Apostate, den store apostaten.
Han inledde 1816 sin karriär som advokat i Franklin, Tennessee. Han var 1817 ledamot av delstatens senat. Han kandiderade inte till omval i Tennessees senat och flyttade sedan till Nashville. Han var ledamot av USA:s representanthus 1827-1841. Han var först demokrat och en anhängare av Andrew Jackson. Han bytte sedan parti till whigpartiet och valdes till talman i den 23:e kongressen.
USA:s president William Henry Harrison utnämnde Bell 1841 till USA:s krigsminister. Han fortsatte som krigsminister under John Tyler men avgick redan i september 1841 i protest mot att presidenten använde sin vetorätt mot vissa av whigpartiets lagförslag.
Han var motståndare till James K. Polk. Även om demokraten Polk vann presidentvalet i USA 1844, lyckades han inte vinna i hemstaten Tennessee. Bell gjorde en stark insats för whigpartiets kampanj just i Tennessee.
Bell var 1847 ledamot av Tennessee House of Representatives, underhuset i delstatens lagstiftande församling. Han var sedan 1847-1859 senator för Tennessee. I USA:s senat företrädde han först whigs och senare knownothings.
1860 fördelades elektorsrösterna mellan fyra presidentkandidater, vilka var republikanernas Abraham Lincoln, två demokrater: nordstaternas Stephen A. Douglas och sydstaternas John Cabell Breckinridge samt John Bell, som ställde upp för det nya partiet Constitutional Union Party. Demokraternas splittring möjliggjorde dels Lincolns seger, dels det att Bell som ett mindre partis kandidat lyckades vinna tre delstaters elektorsröster. Bells anhängare var till en del gamla knownothings och whigs. Det som fanns kvar av whigpartiet nominerade dessutom Bell som partiets officiella kandidat. 1860 var sista gången som whigs deltog i ett amerikanskt presidentval och utan egen kandidat stödde de den tidigare partimedlemmen och Constitutional Union Partys kandidat Bell.